# Messor rufus
Messor rufus es una especie de hormiga del género Messor, subfamilia Myrmicinae. 

## Distribución
Esta especie se encuentra en Kirguistán y Uzbekistán.